# Drapeau de la Guadeloupe
 (juin 2022).
Si vous disposez d'ouvrages ou d'articles de référence ou si vous connaissez des sites web de qualité traitant du thème abordé ici, merci de compléter l'article en donnant les références utiles à sa vérifiabilité et en les liant à la section « Notes et références ».
Le drapeau de la Guadeloupe a plusieurs versions qui sont utilisées pour représenter la Guadeloupe mais aucune n'a de statut officiel. Le drapeau rouge, vert, blanc avec une étoile jaune est utilisé par de célèbres personnalités sportives, tel Teddy Riner, pour affirmer leur origine guadeloupéenne.

## Drapeau basé sur les armoiries historiques

Drapeau historique non officiel de la Guadeloupe.

Variante locale du drapeau historique.

Bien que non officiel et non avalisé par les administrations et autorités compétentes, il existe un drapeau régional dérivé des blasons de l'époque (voir les blasons de Basse-Terre et Pointe-à-Pitre) Il est composé de trois fleurs de lys (en référence historique au rattachement de la Guadeloupe au domaine royal) sur fond bleu et d'un soleil rayonnant au centre sur un fagot de canne, la canne à sucre étant la principale ressource coloniale de l’archipel, et le soleil faisant référence au climat de l'île. 
C'est ce drapeau sur fond noir qui est utilisé dans les émojis unicode pour représenter la Guadeloupe.
Ce drapeau est contesté par certains qui le considèrent comme étant une référence historique à l’Ancien Régime esclavagiste et à la monarchie (« La fleur de lys était en effet le symbole que l'on marquait au fer rouge sur les esclaves fuyards »).

## Drapeaux militants

Drapeau arboré par les indépendantistes de l'Union populaire pour la libération de la Guadeloupe

Plusieurs drapeaux ont été proposés par des organisations militantes (politiques et syndicales), celui qui est le plus répandu est celui réalisé par les membres de l'Union populaire pour la libération de la Guadeloupe (mouvement indépendantiste guadeloupéen) qui arborent pour leur part un drapeau semblable au drapeau du Suriname (les couleurs, les proportions et l’étoile diffèrent), non sans avoir soulevé des polémiques au Suriname,,.  
Ce drapeau est arboré par des groupes syndicalistes comme l'UGTG et le LKP lors de manifestations revendicatives. Il est également utilisé par de nombreux artistes et sportifs, notamment par l'équipe guadeloupéenne de football,,, ainsi que par plusieurs athlètes guadeloupéens comme Teddy Riner et Yannick Borel à l'occasion des jeux olympiques de Paris de 2024,,.

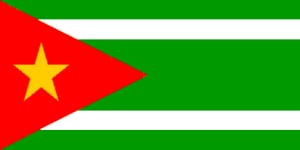
Drapeau du GONG

Inspiré du drapeau du GONG qui reprenait la configuration des drapeaux de Cuba et de Porto Rico, ce serait le poète et militant Sonny Rupaire qui aurait proposé les couleurs du drapeau :  le rouge, le jaune et le vert sont un rappel des couleurs panafricaines utilisées dans plusieurs drapeaux de pays d'Afrique, continent dont est issue une majorité des guadeloupéens. Par ses couleurs, il rend hommage à celles du drapeau de l'Éthiopie, pays qui a résisté avec succès aux tentatives de colonisation par plusieurs nations européennes au XIXe siècle.